# Rezerwat przyrody Grąd Radziwiłłowski
Rezerwat przyrody Grąd Radziwiłłowski – leśny rezerwat przyrody w gminie Mielnik, w powiecie siemiatyckim, w województwie podlaskim. Jest położony na gruntach Skarbu Państwa zarządzanych przez Nadleśnictwo Nurzec.
Został utworzony w 1990 roku. Zajmuje powierzchnię 24,44 ha (akt powołujący podawał 24,16 ha).
Celem ochrony rezerwatu jest zachowanie naturalnego fragmentu dawnej Puszczy Mielnickiej, dobrze wykształconego grądu typowego oraz szeregu gatunków chronionych.
Według obowiązującego planu ochrony ustanowionego w 2019 roku, obszar rezerwatu objęty jest ochroną czynną.